# Стара црква Св. пророка Илије у насељу Дворане
Стара црква Св. пророка Илије у насељу Дворане, насељеном месту на територији града Крушевца, припада Епархији крушевачкој Српске православне цркве. 
Стара црква посвећена Светом пророку Илији подигнута је 1879. године на темељима старијег храма.